# Chineasy
Chineasy — інтернет-стартап, створений з метою вивчення китайських ієрогліфів, створений підприємицею Сюе Сяолан. При візуальних методах навчання мозок людини здатний краще запам'ятовувати інформацію у візуальному контексті. Метод полягає у вивченні китайських ієрогліфів за допомогою ілюстрацій, які допомагають краще запам'ятати самі ієрогліфи. У 2014 вийшла книга Chineasy: Новий шлях до вивчення китайської (англ.: Chineasy: The New Way to Read Chinese) яка містить біля 400 ієрогліфів. Сам метод було представлено під час промови TED у 2013 році та фінансувався завдяки краудфандинговій кампанії на Kickstarter.
Хоча в методі представлені поширені китайські ієрогліфи, метод не вчить вимові та граматиці, і, таким чином, не вчить читанню чи мовленню, хоча додаються звукозаписи, які користувачі можуть наслідувати.

## Набір символів
Chineasy навчає як традиційним так і спрощеним ієрогліфам. Сюе Сяолан стверджує, що традиційні та спрощені форми китайських ієрогліфів все ще мають велику кількість символів, і в реальному житті — так само, як і у випадку з англійською та американською англійською — зустрічаються обидві форми. Якщо між ієрогліфами є різниця, у метод демонструє обидві системи письма. Chineseasy Everyday навчає понад 400 найвживаніших і потрібних китайських ієрогліфів, фраз та речень. Окрім вивчення ієрогліфів, подається багато історій, які пояснюють китайські звичаї та культуру.

## Сприйняття
Chineasy широко висвірлювався в пресі, включаючи Financial Times, Wall Street Journal, журнал Time, та Національне громадське радіо. Метод виграв Wallpaper's 2014 Design Award. У книзі Сюе Сяолан використані ілюстрації та історії. Ієрогліфи проілюстровано різними ілюстраторами, зокрема Noma Bar.